# باتش (يونكس)
patch هو إحدى برمجيات يونكس، يقوم بتحديث ملفات نصية طبقاً لأوامر موجودة في ملف مستقل، يطلق عليه ملف باتش أو ملف ترقيعي patch file. الملف الترقيعي (يطلق عليه أيضاً باتش اختصاراً) هو ملف نصي يحتوي على قائمة من الاختلافات تم إنتاجها عن طريق تشغيل برنامج ديف مع تمرير الملف الأصلي والملف المُحدث إلى البرنامج. تحديث الملفات باستخدام patch يطلق عليه أحياناً تطبيق الباتش أو تطبيق الترقيع أو ببساطة ترقيع أو باتشينج patching.